# Hit Mania Champions 2009
Hit Mania Champions 2009 è una compilation di artisti vari facente parte della serie Hit Mania.
La compilation è mixata dal dj Mauro Miclini.

## Tracce
1. Alesha Dixon – The Boy Does Nothing – 3:05
2. Relight Orchestra & DJ Andrea – Uma Historia De Ifà (feat. M. Menezes) (Paolo Ortelli Vs Degree Rmx Edit) – 3:15
3. Cristian Marchi – Disco Strobe (feat. Dot/Comma) (Marchesini & Farina Rmx) – 3:01
4. Il Genio – Pop porno (Gianluca Motta Up&Down Mash Up) – 3:08
5. Thomas Gold & Matthias Menck – Everybody Be Somebody – 2:52
6. Jestofunk – Special Love (feat. Jocelyn Brown) (Relight Orchestra 2009 Radio Edit) – 3:19
7. Kid Massive & DJ Groover – Sweet Dreams (feat. Elliotte Williams N’Dure) – 2:31
8. Tv Rock & Luke Chable – Happiness (I’m Hurting Inside) – 3:40
9. 7th Heaven – This Is Your Life (feat. Banderas) (Ortega’s Classic Radio Edit) – 2:57
10. Planet Funk – Lemonade (feat. Benny Benassi Rmx) – 3:28
11. Remady P&R – No Superstar – 3:22
12. Mischa Daniels vs. De Nuit – All That Mattered (Love You Down) – 2:22
13. Boy George – Yes We Can (Johnny Boy Themis Spanish Fly Radio Mix) – 3:02
14. Doman & Gooding – Runnin’ (feat. Dru & Lincoln) – 2:53
15. Jem – It's Amazing – 3:54
16. The BPA – He's Frank (Slight Return) (feat. Iggy Pop) – 2:49
17. Coolio – Change vs. Ennio Morricone – 3:34
18. Madcon – Beggin' – 3:30
19. Alain Clark – Father and Friend – 4:02
20. Arisa – Sincerità – 3:10
21. Cesare Cremonini – Figlio di un re – 4:38
22. Raf – Non è mai un errore – 4:20
23. J-Ax – I vecchietti fanno O – 4:04

Durata totale: 76:56